# Таджмахал (Таджикистан)
Таджмахал (Лохур; тадж. Тоҷмаҳал) — село в Дангаринском районе Хатлонской области Республики Таджикистан. Административный центр джамоата (сельской общины) Лохур Дангаринского района.
Находится на расстоянии 20 км от райцентра (пгт. Дангара).
Население — 1653 чел. (2017).